# Sophie Limauge
Sophie Limauge (2 juli 1998) is een Belgisch hockeyster.

## Levensloop
Limauge werd op 7-jarige leeftijd actief in het hockey en komt uit voor Waterloo Ducks.
Daarnaast maakte ze vanaf 2014 deel uit van het Belgisch hockeyteam. Met de Red Panthers nam ze onder meer deel aan de Europese kampioenschappen van 2017 en 2019, alsook aan het wereldkampioenschap van 2018. Op het EK van 2017 behaalde ze zilver met de nationale ploeg. In september 2022 kondigde ze haar afscheid van de Belgische equipe aan. Ze verzamelde in totaal 81 caps.